# Paracyclops yeatmani
Paracyclops yeatmani, – gatunek widłonoga z rodziny Cyclopidae,. Nazwa naukowa tego gatunku skorupiaków została opublikowana w 1974 roku przez  Rollina F. Daggetta i Charlesa C. Davisa. Gatunek ten został ujęty w Katalogu Życia.